# Allegan County
Allegan County is een county in de Amerikaanse staat Michigan.
De county heeft een landoppervlakte van 2.143 km² en telt 105.665 inwoners (volkstelling 2000). De hoofdplaats is Allegan.

## Foto's

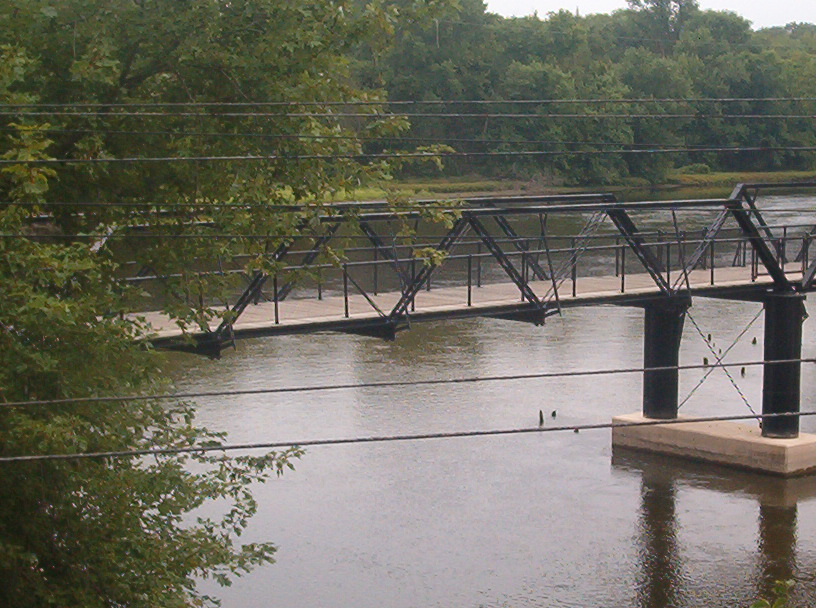
New Richmond_ wing Bridge
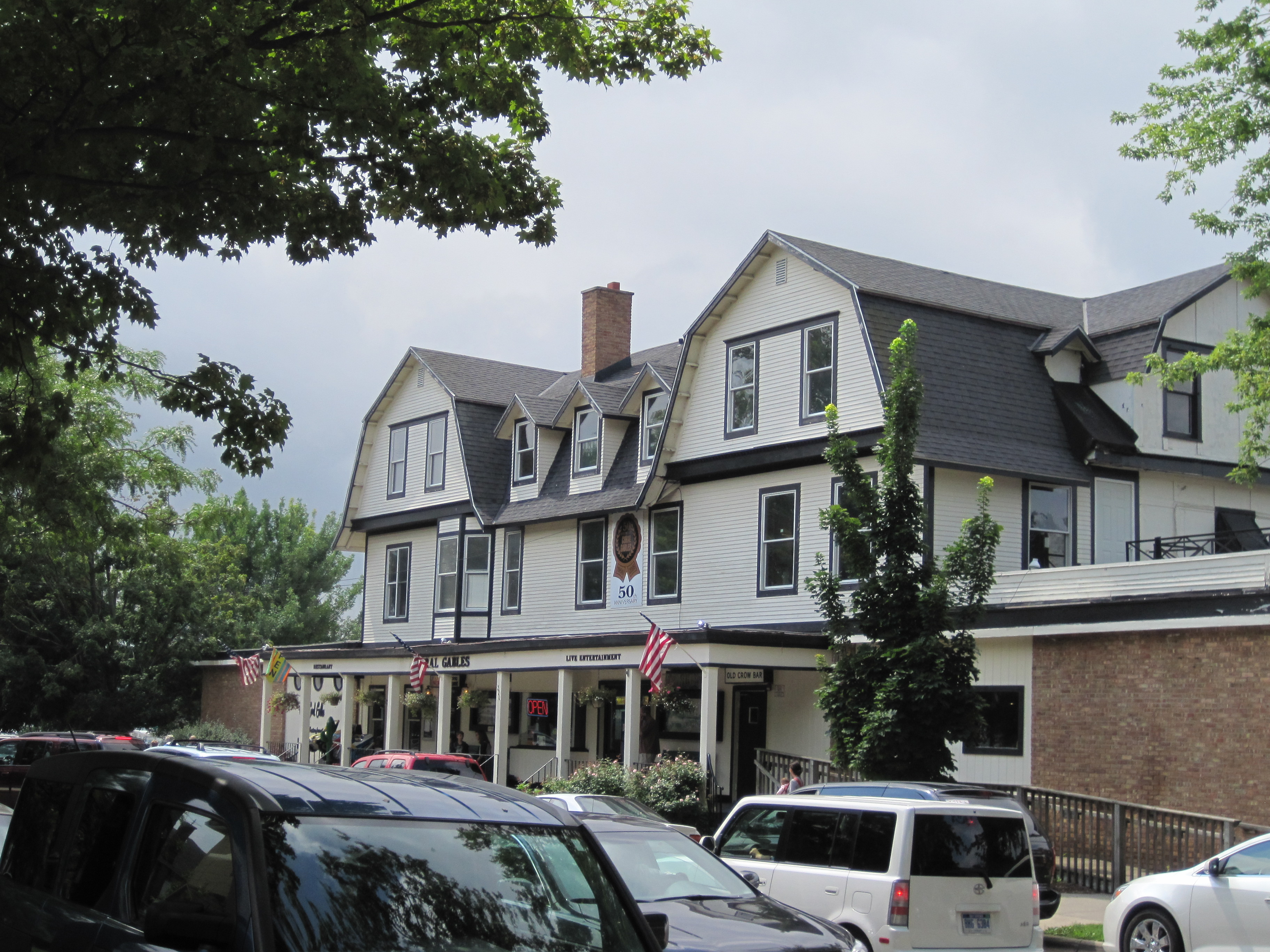
Coral Gables
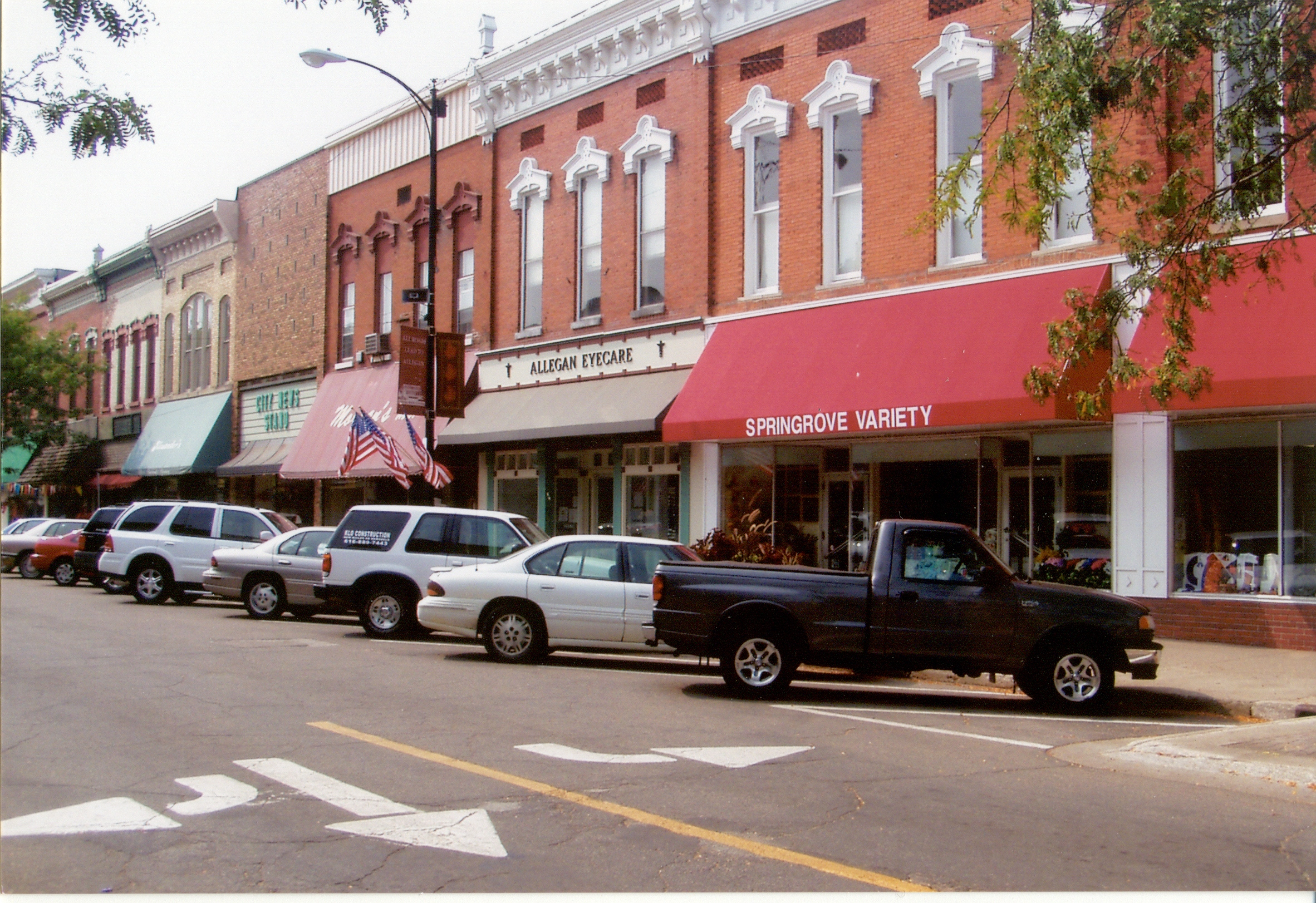
Main street